# 1436 w polityce

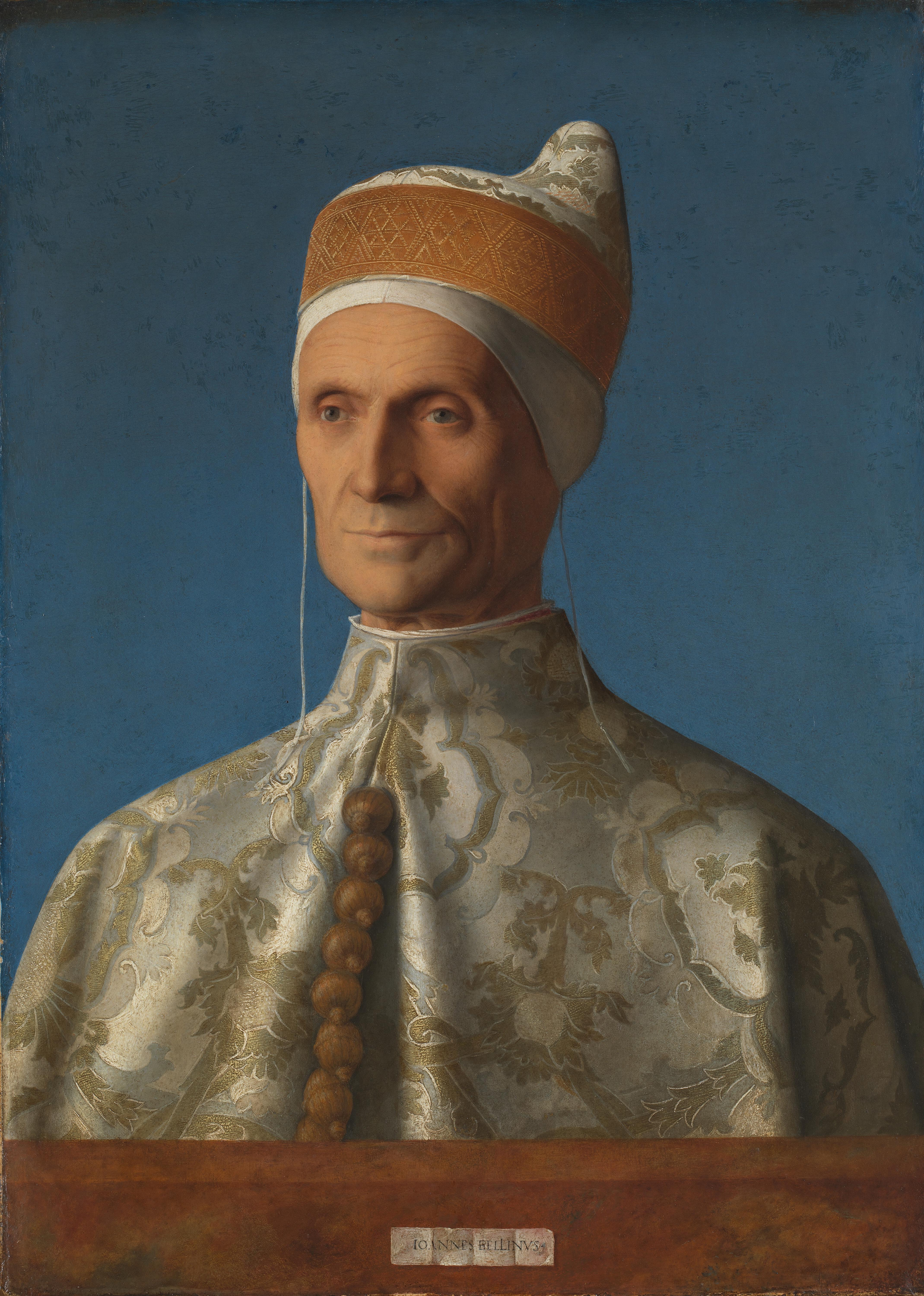
Giovanni Bellini, Portret Leonarda Loredana

Wydarzenia polityczne w 1436 roku.

## Wydarzenia
- Wład Diabeł obejmuje władzę na Wołoszczyźnie.

## Urodzili się
- 20 stycznia – Yoshimasa Ashikaga, siogun[1].
- 16 listopada – Leonardo Loredan, doża Wenecji.
- Francisco Jiménez de Cisneros, hiszpański kardynał.

## Zmarli
- 27 kwietnia lub 4 maja – Engelbrekt Engelbrektsson, szwedzki powstaniec.
- 30 grudnia – Ludwik III Wittelsbach, elektor Palatynatu Reńskiego.